# Ypthima tamatavae
Ypthima tamatavae är en fjärilsart som beskrevs av Jean Baptiste Boisduval 1833. Ypthima tamatavae ingår i släktet Ypthima och familjen praktfjärilar. Inga underarter finns listade i Catalogue of Life.